# Lysionotus
Lysionotus é um género botânico pertencente à família Gesneriaceae.

## Espécies
É composto por 51 espécies:
Lysionotus albida Lysionotus angustifolia Lysionotus angustisepalus
Lysionotus apicidens Lysionotus aeschynanthoides Lysionotus atropurpureus
Lysionotus aucklandii Lysionotus brachycarpus Lysionotus carnosa
Lysionotus cavaleriei Lysionotus chingii Lysionotus conferta
Lysionotus denticulosus Lysionotus forrestii Lysionotus gamosepalus
Lysionotus gracilipes Lysionotus gracilis Lysionotus griffithii
Lysionotus hainanensis Lysionotus heterophylla Lysionotus heterophyllus
Lysionotus himalayensis Lysionotus ikedae Lysionotus involucrata
Lysionotus kingii Lysionotus kwangsiensis Lysionotus levipes
Lysionotus longiflora Lysionotus longipedunculatus Lysionotus longisepala
Lysionotus metuoensis Lysionotus microphyllus Lysionotus mollifolius
Lysionotus montanus Lysionotus oblongifolius Lysionotus omeiensis
Lysionotus palinensis Lysionotus pauciflora Lysionotus pauciflorus
Lysionotus petelotii Lysionotus pterocaulis Lysionotus pulchella
Lysionotus sangzhiensis Lysionotus serrata Lysionotus serratus
Lysionotus sessilifolius Lysionotus sulphureoides Lysionotus sulphureus
Lysionotus ternifolia Lysionotus wardii Lysionotus warleyensis
Lysionotus willmottiae Lysionotus wilsoni Lysionotus wilsonii